# Teryzydon
Teryzydon (łac. terizidonum) – wielofunkcyjny organiczny związek chemiczny, antybiotyk powstały przez połączenie dwóch cząsteczek cykloseryny, stosowany w leczeniu gruźlicy.

## Mechanizm działania
Teryzydon jest antybiotykiem powstałym z połączenia dwóch cząsteczek cykloseryny i cząsteczki aldehydu tereftalowego. Teryzydon hamuje syntezę ściany komórkowej bakterii poprzez kompetencyjne hamowanie dwóch enzymów racemazy L-alaniny i ligazy D-alaniny. Teryzydon maksymalne stężenie we krwi osiąga po 2–4 godzinach od podania.

## Zastosowanie
- gruźlica lekooporna[2]
- gruźlica dróg moczowych[2]

Teryzydon znajduje się na wzorcowej liście podstawowych leków Światowej Organizacji Zdrowia (WHO Model Lists of Essential Medicines) (2015).
Teryzydon nie jest dopuszczony do obrotu w Polsce (2016).

## Działania niepożądane
Teryzydon może powodować następujące działania niepożądane:
- zawroty głowy,
- bełkotliwa mowa,
- ból głowy,
- drgawki,
- drżenie zamiarowe,
- bezsenność,
- zaburzenia depresyjne,
- tendencje samobójcze,
- nudności,
- wymioty,
- nadwrażliwość.